# Amboinais
Les Amboinais, connus aussi sous le nom de Sud-Moluquois est un groupe ethnique indonésien qui a des origines austronésiennes et mélanésiennes. Ils vivent sur l'île d'Ambon (appelée aussi Amboine), dans la province des Moluques, à l'est de Célèbes et au nord du Timor. En 2007, on en comptait 35 000 aux Pays-Bas.

## Langue
La langue majoritaire sur l'île d'Ambon est le malais d'Amboine, qui est parfois un seconde langue et une langue commerciale dans le reste des Moluques. C'est une sorte de créole entre le malais et le papou

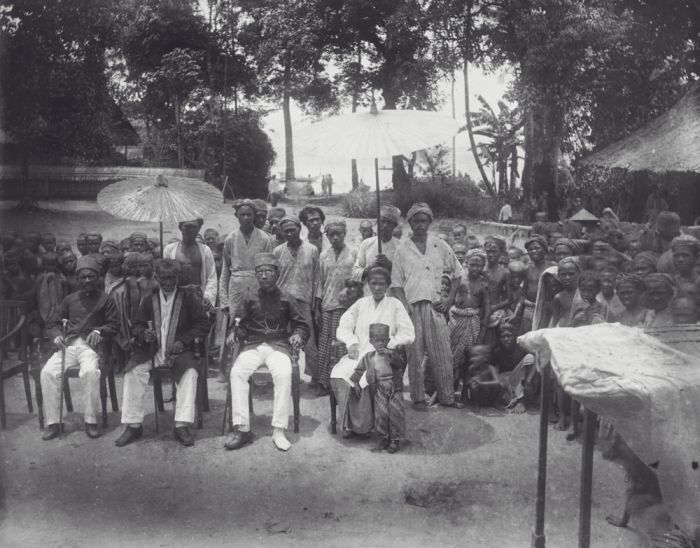
Un village amboinais,
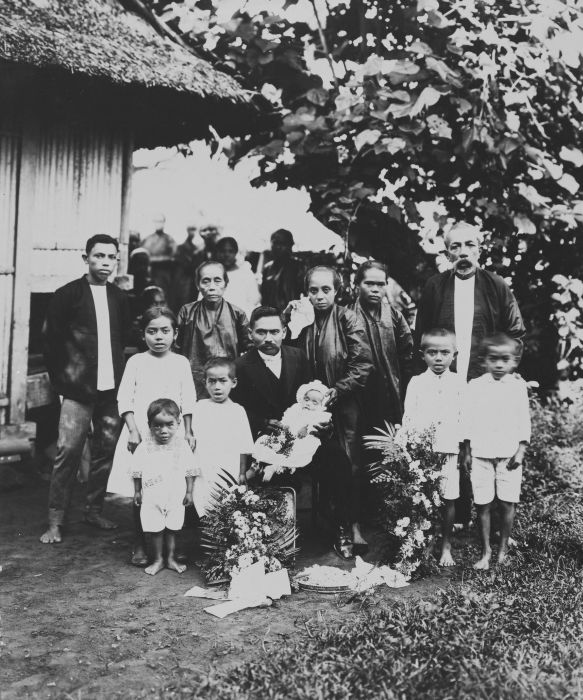
Famille ambonaise en deuil avec un nourrisson mort
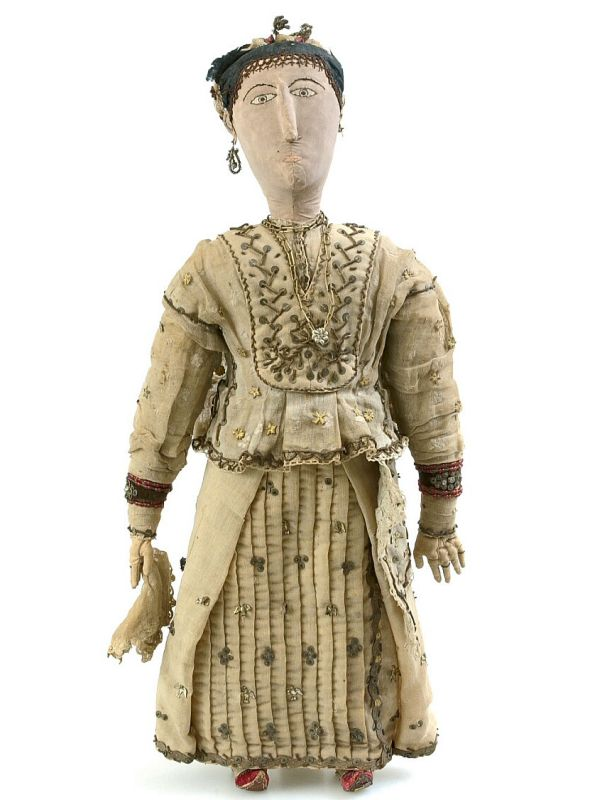
Poupée ambonaise avec des habits de mariée
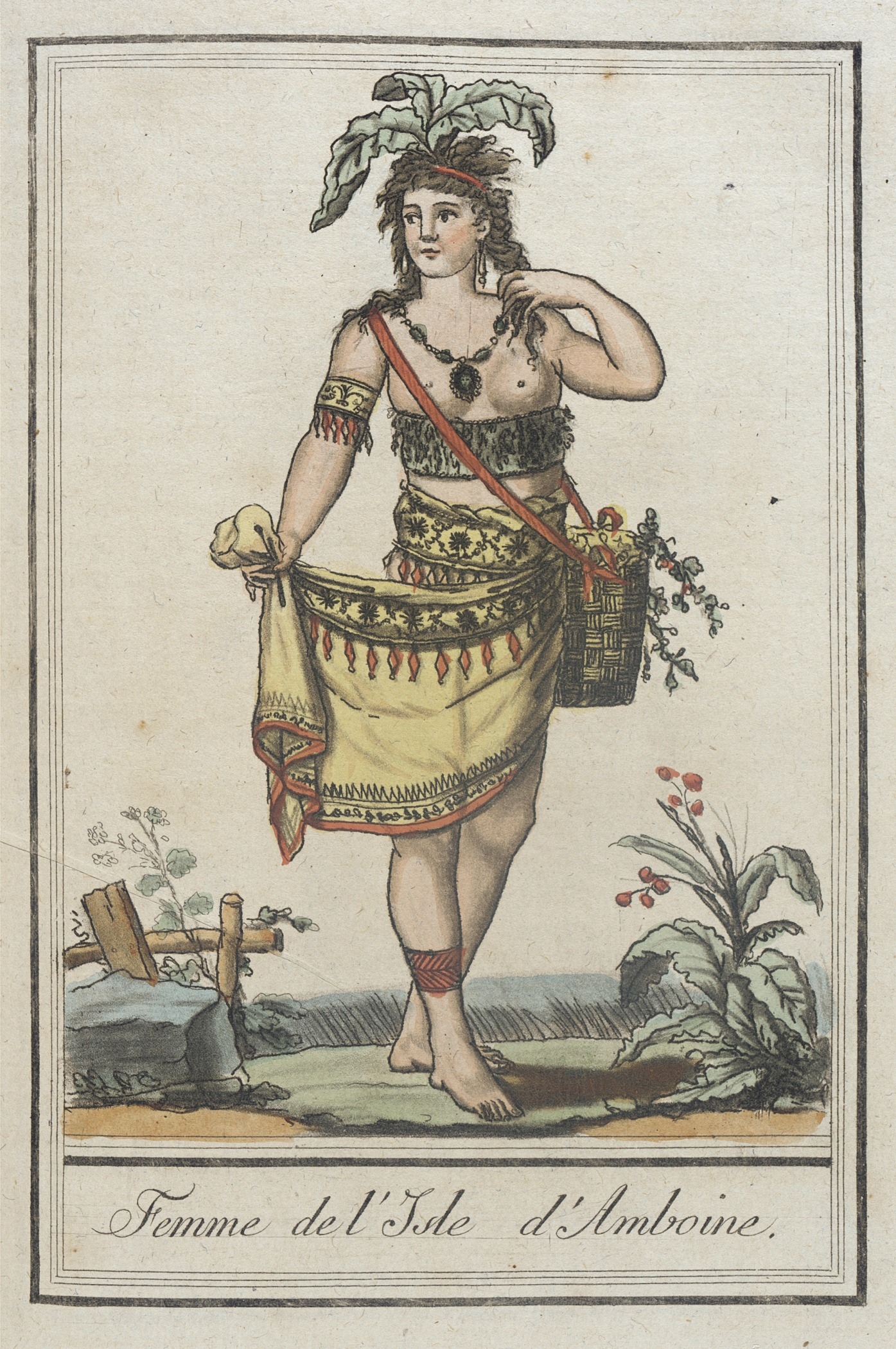
Femme de l'Isle d'Amboine, Jacques Grasset de Saint-Sauveur
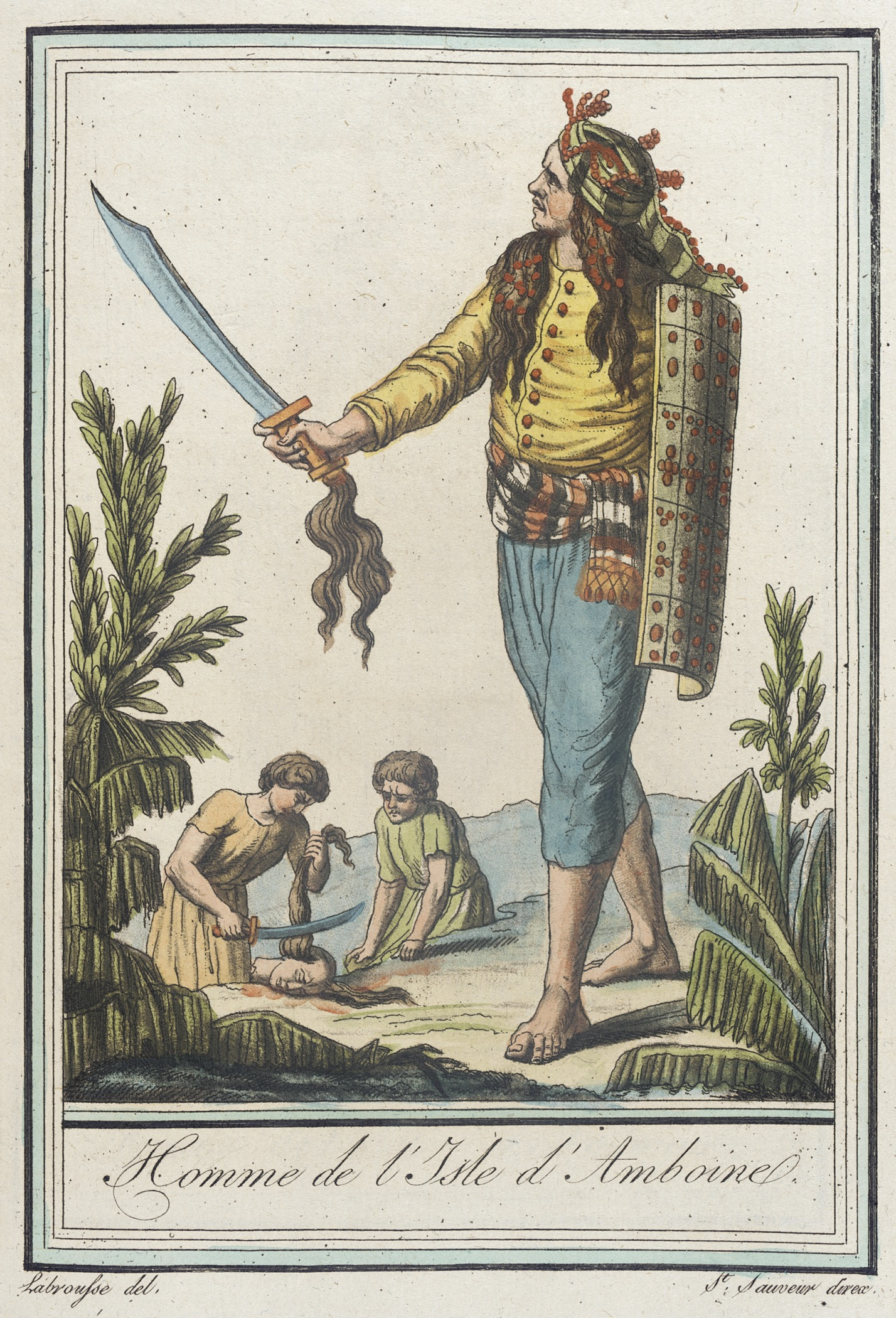
Homme de l'Isle d'Amboine, Jacques Grasset de Saint-Sauveur

## L'Astrolabe
Illustrations faites à l'île d'Amboine venant du Voyage de la corvette l'Astrolabe exécuté par ordre du roi, pendant les années 1826-1827-1828-1829, sous le commandement de M. J. Dumont d'Urville

Marchands chinois et femmes malaises
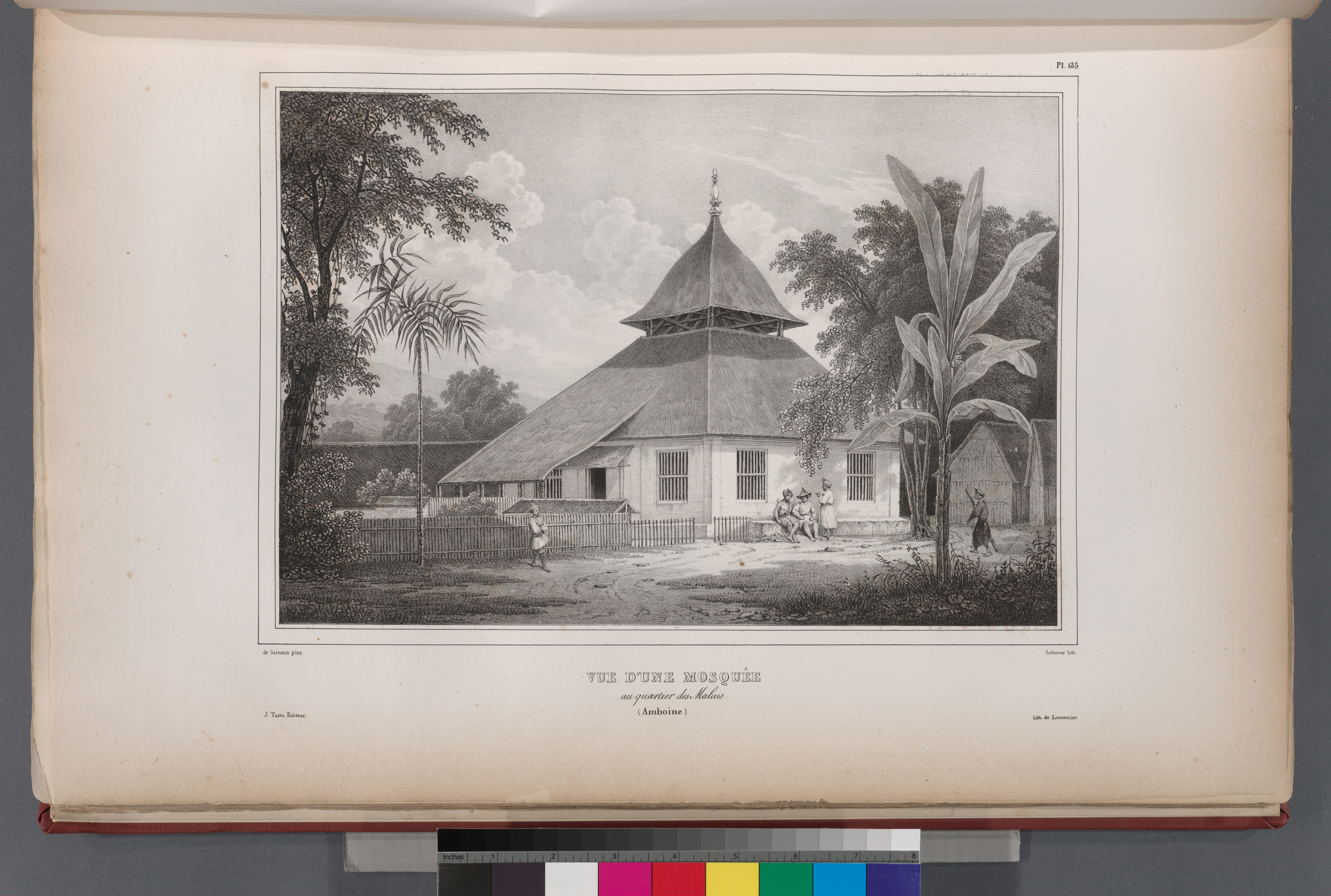
Mosquée au quartier des Malais
Un passar et une boutique
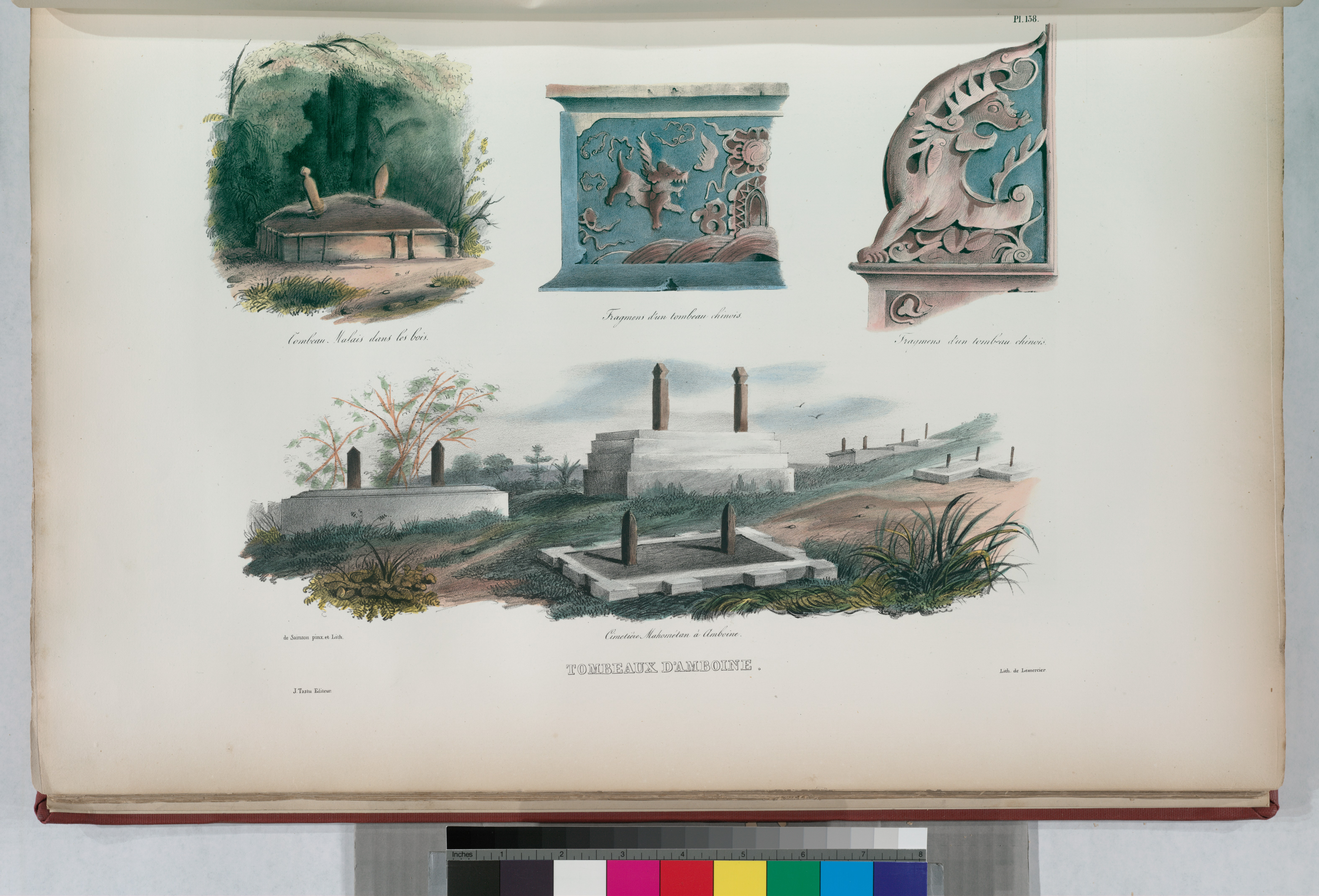
Tombes malaises, chinoises et musulmanes

## Religion
Les Amboinais se divisent à parts égales entre protestants (à Ambon, il y a aussi une présence catholique, le Diocèse d'Amboine) et sunnites, et des pratiques traditionnelles comme le tatouage ont largement disparu. S'ils étaient auparavant majoritaires, les Chrétiens ont dû faire face à la politique de transmigration indonésienne, incitant des habitants de Bali et de Java, îles surpeuplées, à venir habiter dans les Moluques. Si, traditionnellement, les relations entre les deux communautés étaient pacifiques et fondées, selon Mikhail Chlenov, sur la notion de communautés amies, depuis, elles n'ont pas été simples : entre 1999 et 2002, un conflit les opposant a fait au moins 8 000 morts, et a mené à une politique de déplacement de populations(les minorités de certains villages étant déplacées pour créer des « zones confessionnellement homogènes »).

## Danse et musique

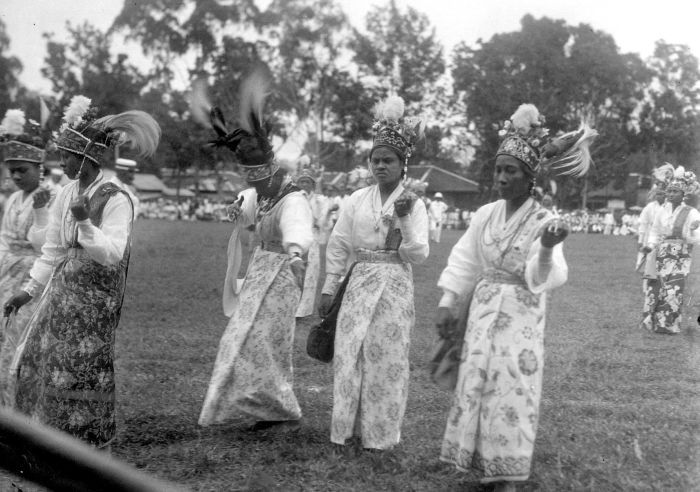
Danseuses amboinaises, 1921
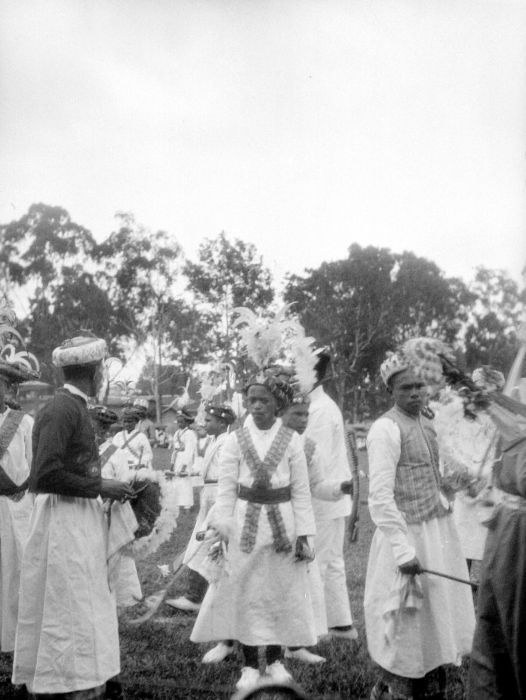
Danseurs amboinais, 1929
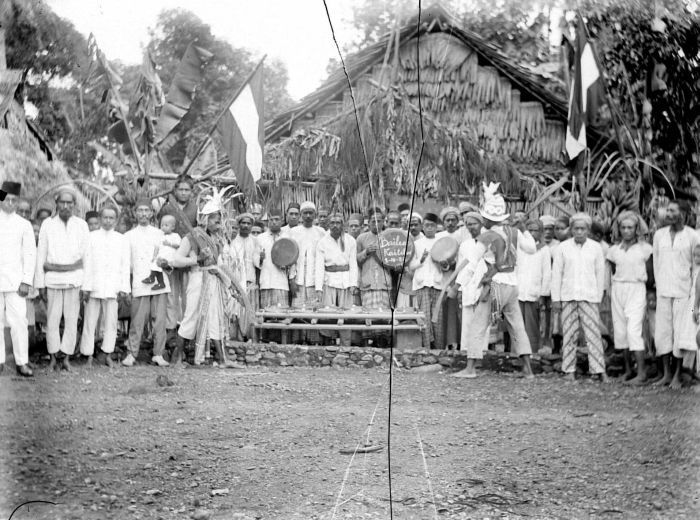
Musiciens amboinais

## Histoire
Les Amboinais sont constitués d'un mélange de populations indigènes avec d'autres venues de Céram et d'autres régions d'Indonésie. Avec la muscade et la girofle étant originaires des Moluques, Amboine fut, sous l'égide du sultanat de Ternate, un centre épicier du quinzième au seizième siècle. Il devint donc la proie des Portugais puis des Néerlandais. Ils résistèrent à la colonisation néerlandaise jusqu'au début du dix-neuvième siècle et obtinrent ensuite une position privilégiée, du fait de leur position excentrée. Ils étaient traités d'égal à égal avec le colonisateur et ont pu être surnommés « les Néerlandais noirs ». Une part importante du recrutement de l'armée coloniale néerlandaise, la Koninklijk Nederlandsch-Indisch Leger (KNIL), se fera chez les Amboinais. Pendant la période d'affrontement militaire et diplomatique, de 1945 à 1949, ce sont des soldats amboinais qui combattent les troupes républicaines, et ce fut un homme avec des origines amboinaises, Chris Soumokil qui proclama en 1950 l'éphémère République des Moluques du Sud.

Soldats amboinais près d'Aceh, 1874.
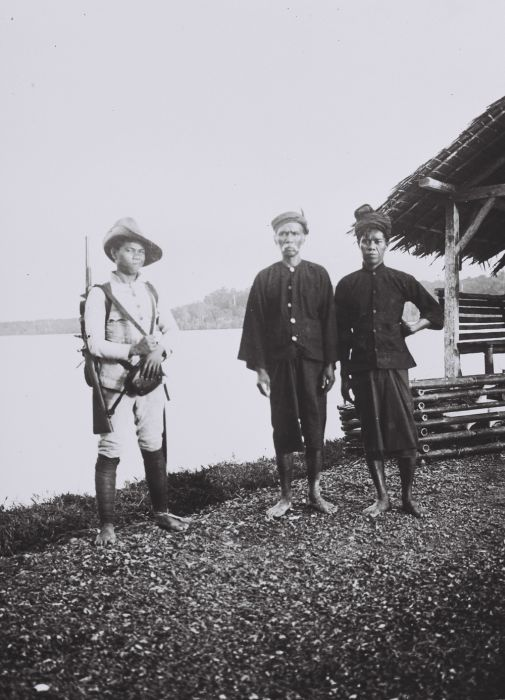
Soldat amboinais ayaynt arrêté deux personnes des Mentawaï
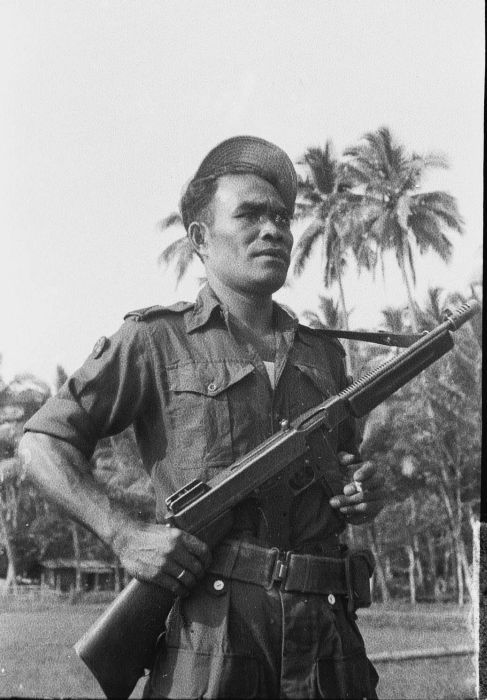
Soldat amboinais de la KNIL, 1948.
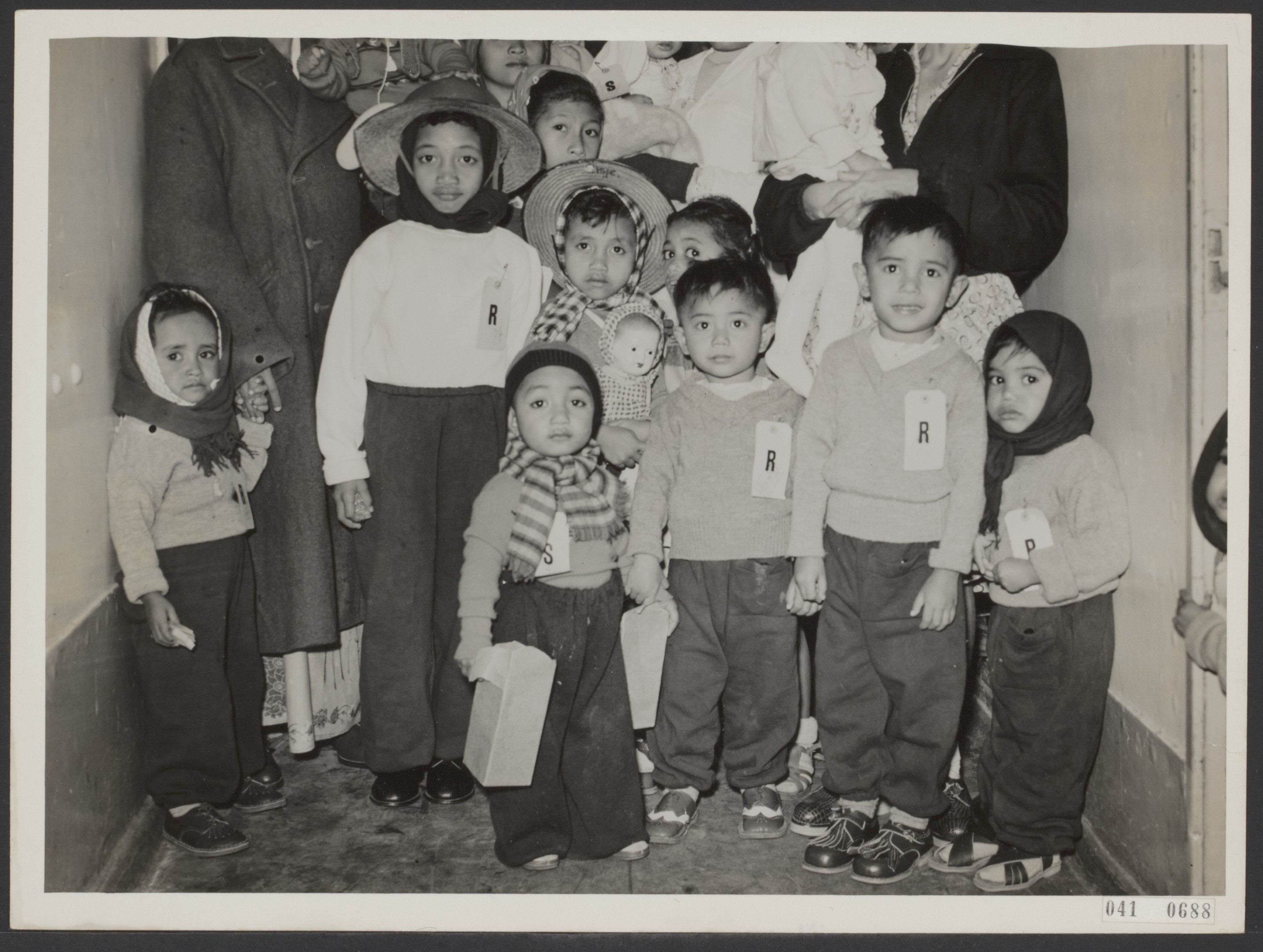
Rapatriement de soldats amboinais de la KNIL et de leurs familles aux Pays-Bas, 1951. Rotterdam, Anefo
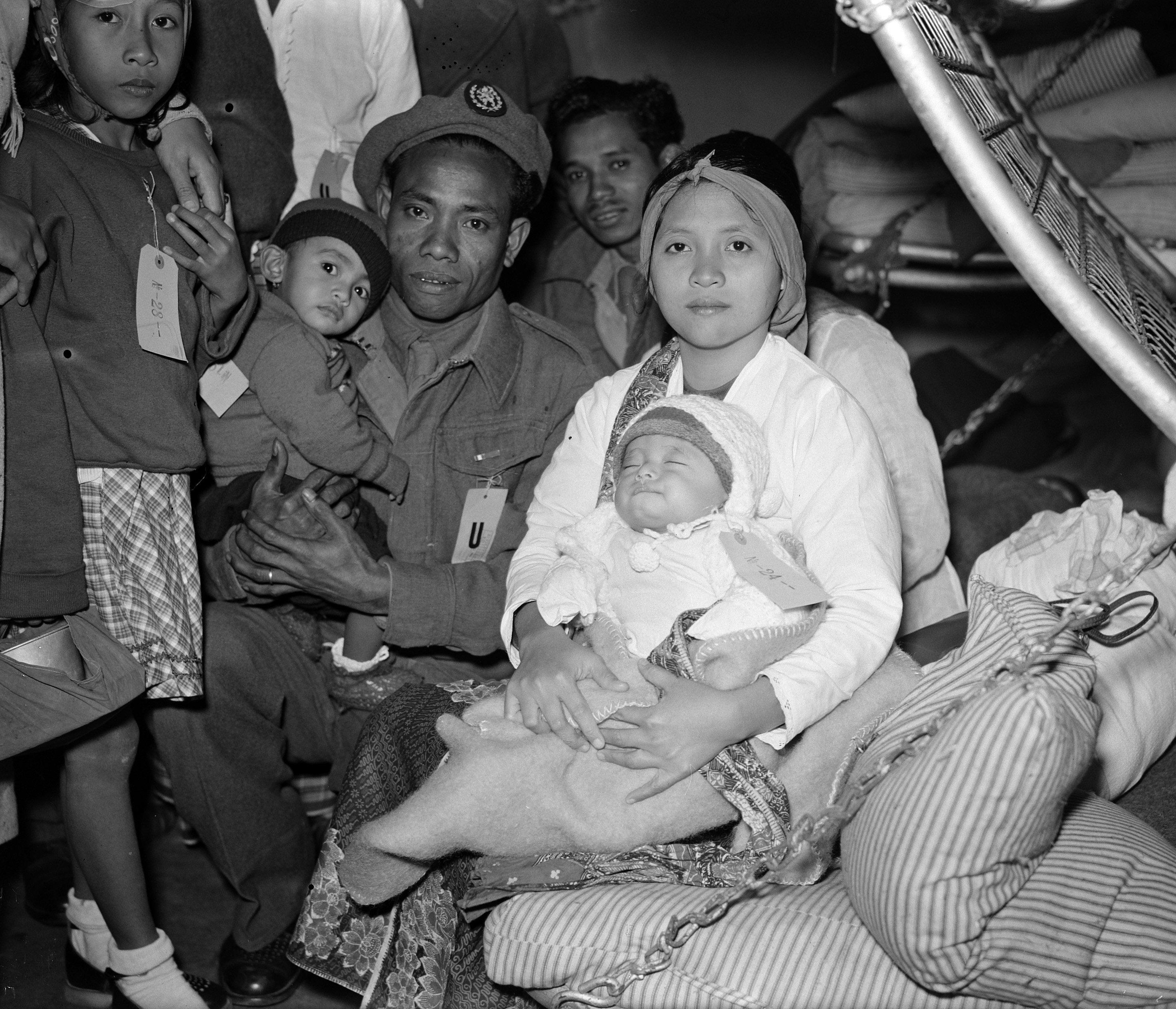
Rapatriement de soldats amboinais de la KNIL et de leurs familles, 1951
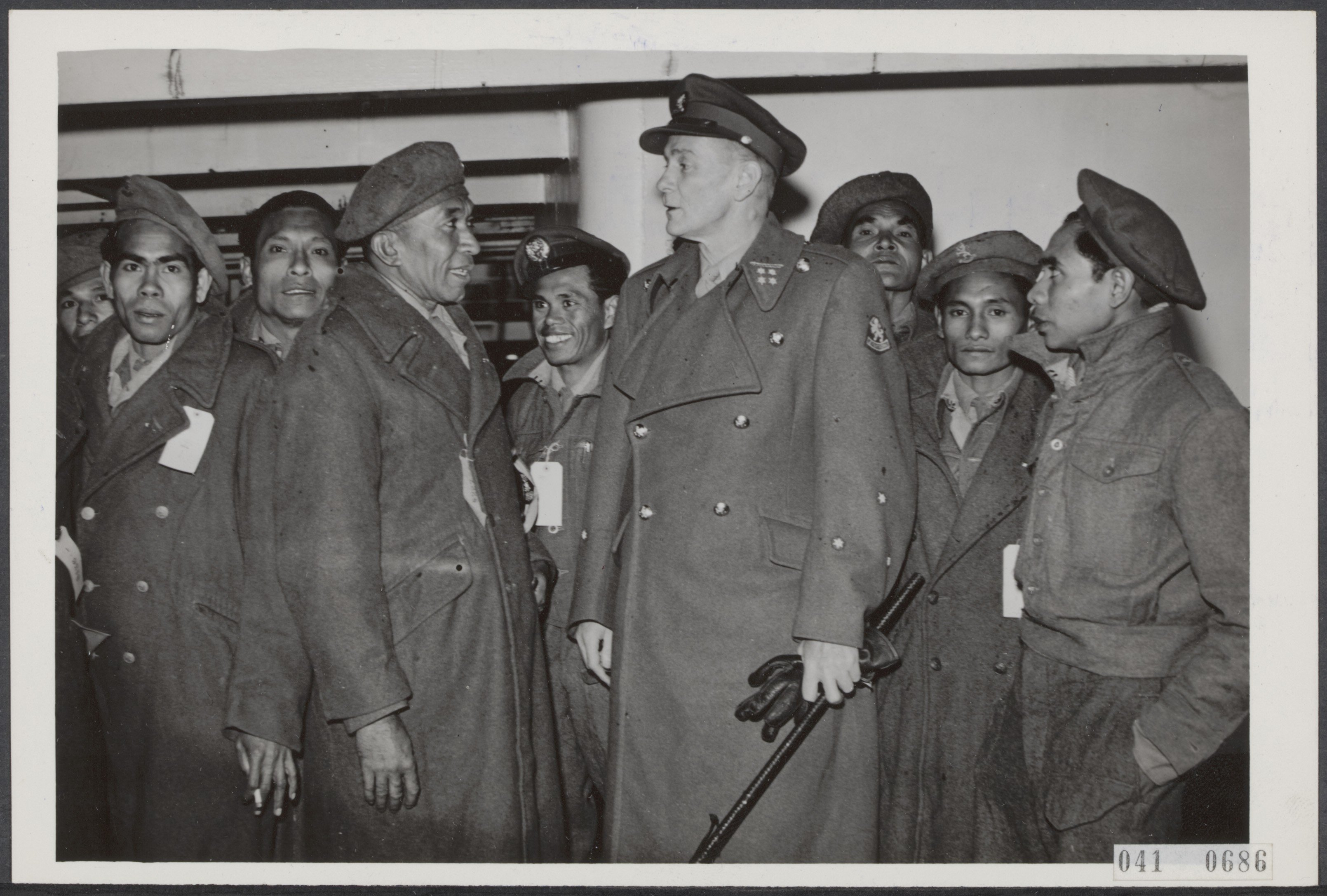
Rapatriement de soldats ambonais de la KNIL, 1951
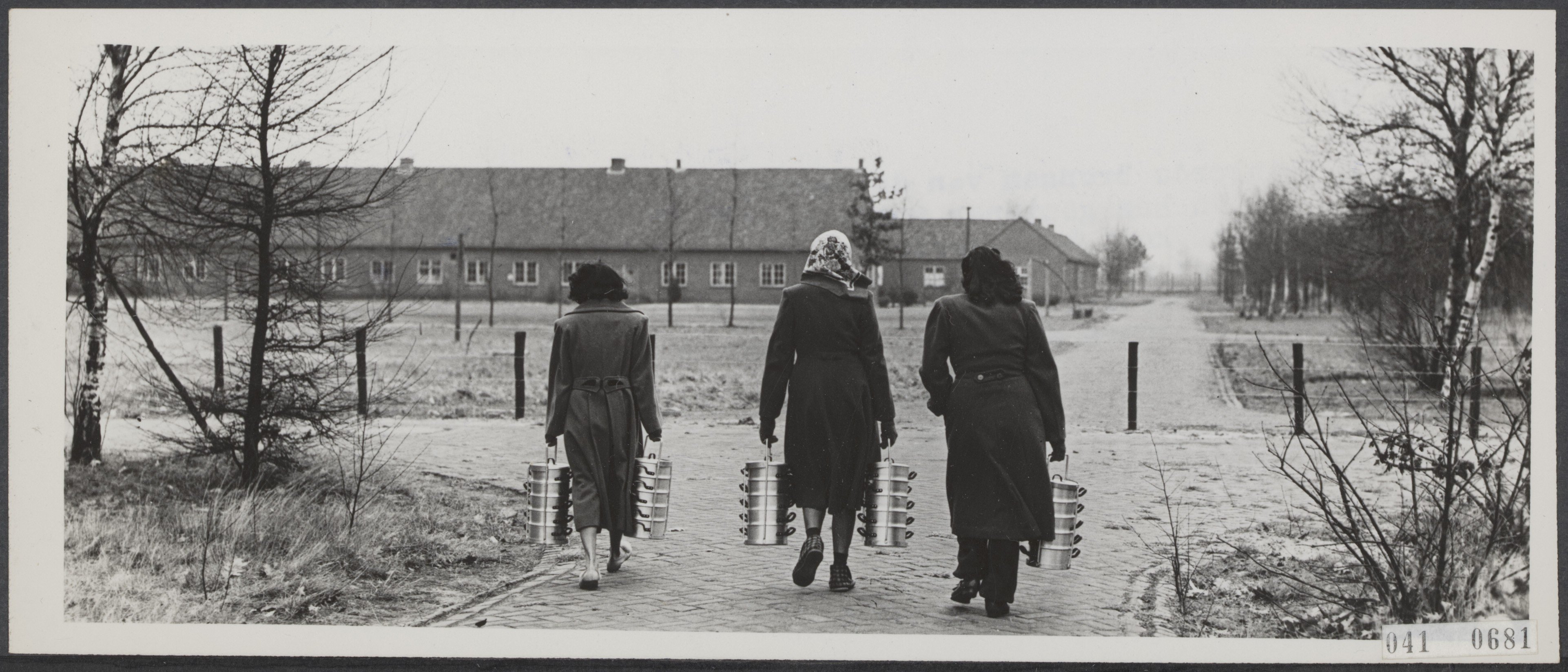
Réfugiés amboinais aux Pays-Bas, 1951
- Images d'actualités de Moluquois et Amboinais de la KNIL arrivant aux Pays-Bas, 1951

## Société
Les Amboinais vivent dans des communautés rurales traditionnelles appelées Negri et dirigées par un staroste nommé raja. Les territoires sont divisés en soa qui unissent les clans patrilinéaires, appelés mata ruma, et c'est le adat, code de traditions, qui régit la vie sociale.

## Alimentation
Le sagou constitue l'alimentation de base, ainsi que le taro et le manioc.

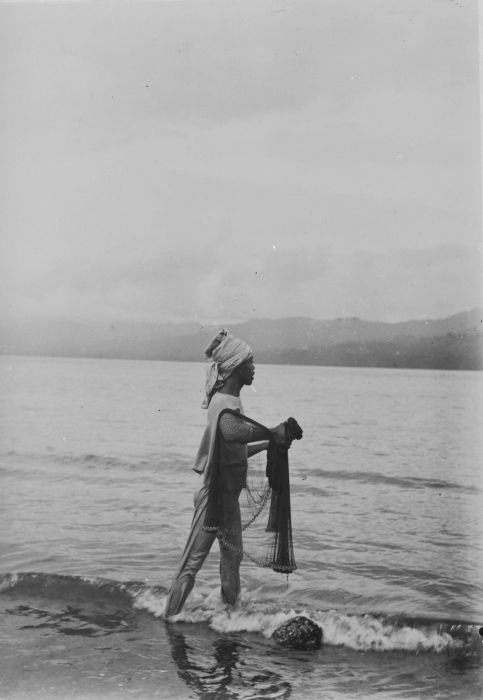
Pêcheur amboinais
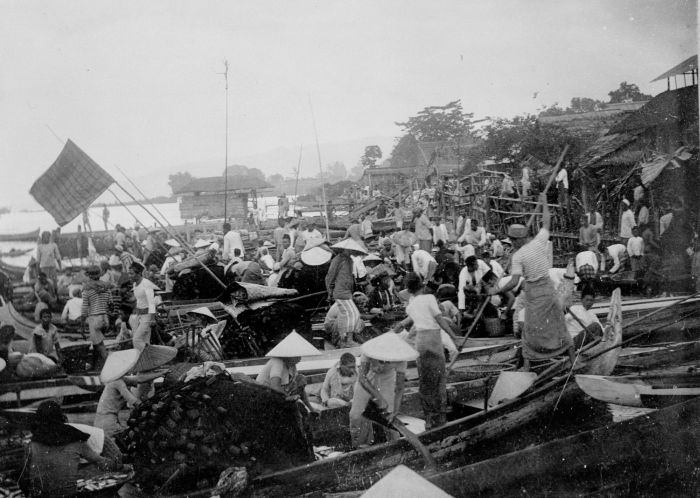
Pêcheurs amboinais, 1929.
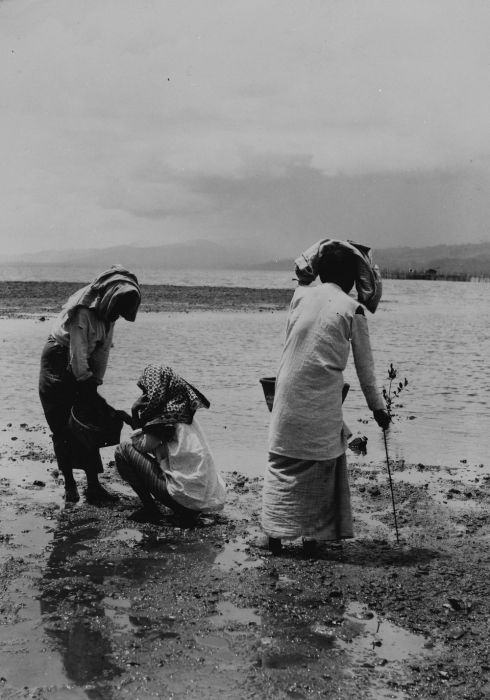
Femmes amboinaises cherchant des crabes, avant 1940.

## Ambonais
- Johannes Leimena
- Martha Christina Tiahahu : elle a sa statue à Amboine[10]
- Pattimura
- Martinus Putuhena (id)